# Бункерувальне судно

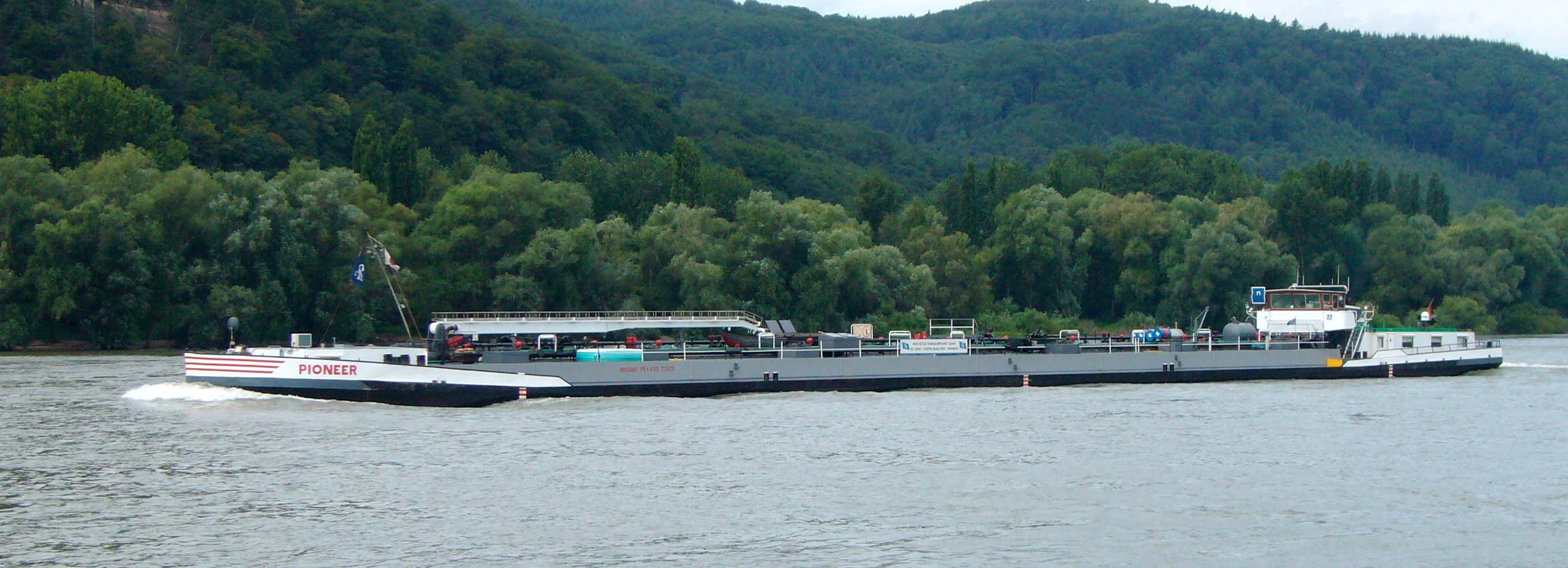
Річне бункерувальне судно «Pioneer», 2007 р.

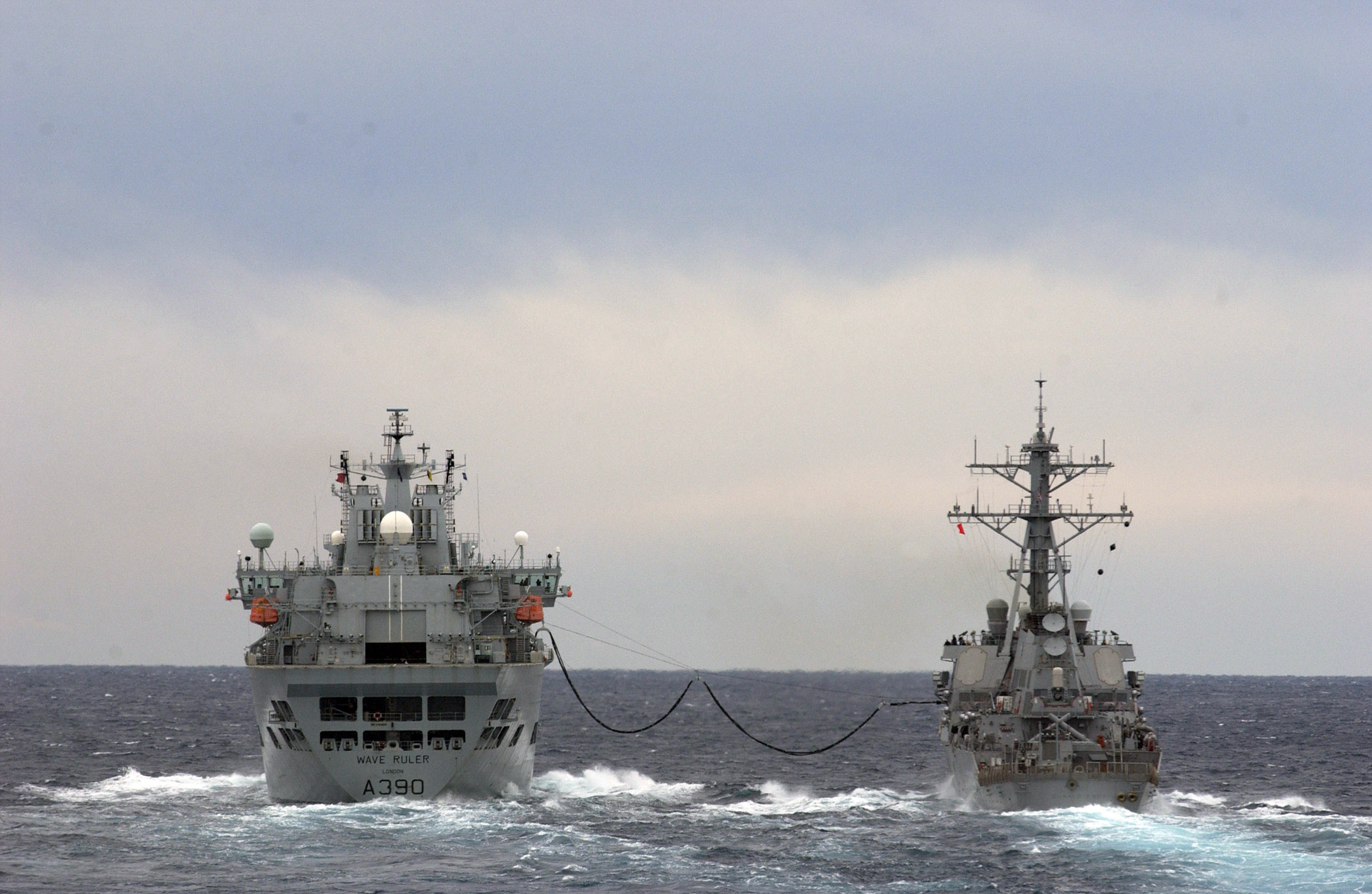
Робота бункерувальника на ходу, 2007 р.

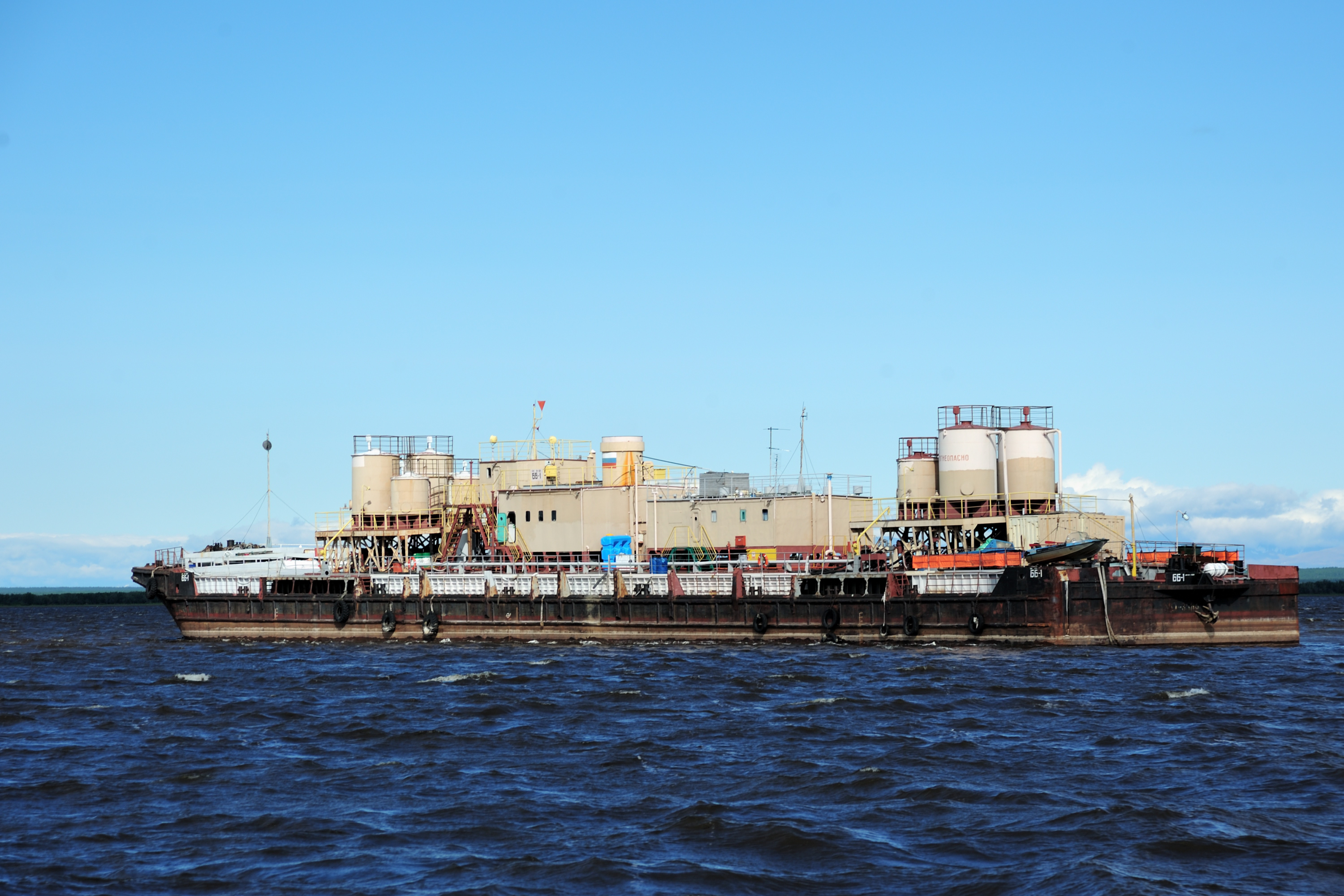
Бункерувальна станція на рейді річкового порту Салехарда

Бункерувальне судно, іноді зване бункерувальник — плавзасіб, призначений для бункерування судів.

## Загальні відомості
Бункерувальник призначений для постачання суден на стоянці або на ходу паливом та моторними оливами. Він має обладнання для перекачування рідкого палива або перевантаження вугілля на судно, що бункує, а також має можливість обліку кількості переданого.
По суті бункерувальник — це спеціалізований танкер, який, зазвичай, є спеціально збудованим судном. Проте, з різних причин, для перевезення іноді пристосовують і судна інших призначень. Наприклад, звичайні танкери, як це було з «Престижем» та «Азербайджаном», або взагалі реконструйовані судна, як це було з крейсером «Адмірал Спиридонов».
Бункерувальне судно може бути і несамохідним і здійснювати заправку суден на рейді, в цьому випадку воно називається бункерувальною станцією або плавучою заправною станцією (ПЗЗ).